# Малахов, Михаил Павлович

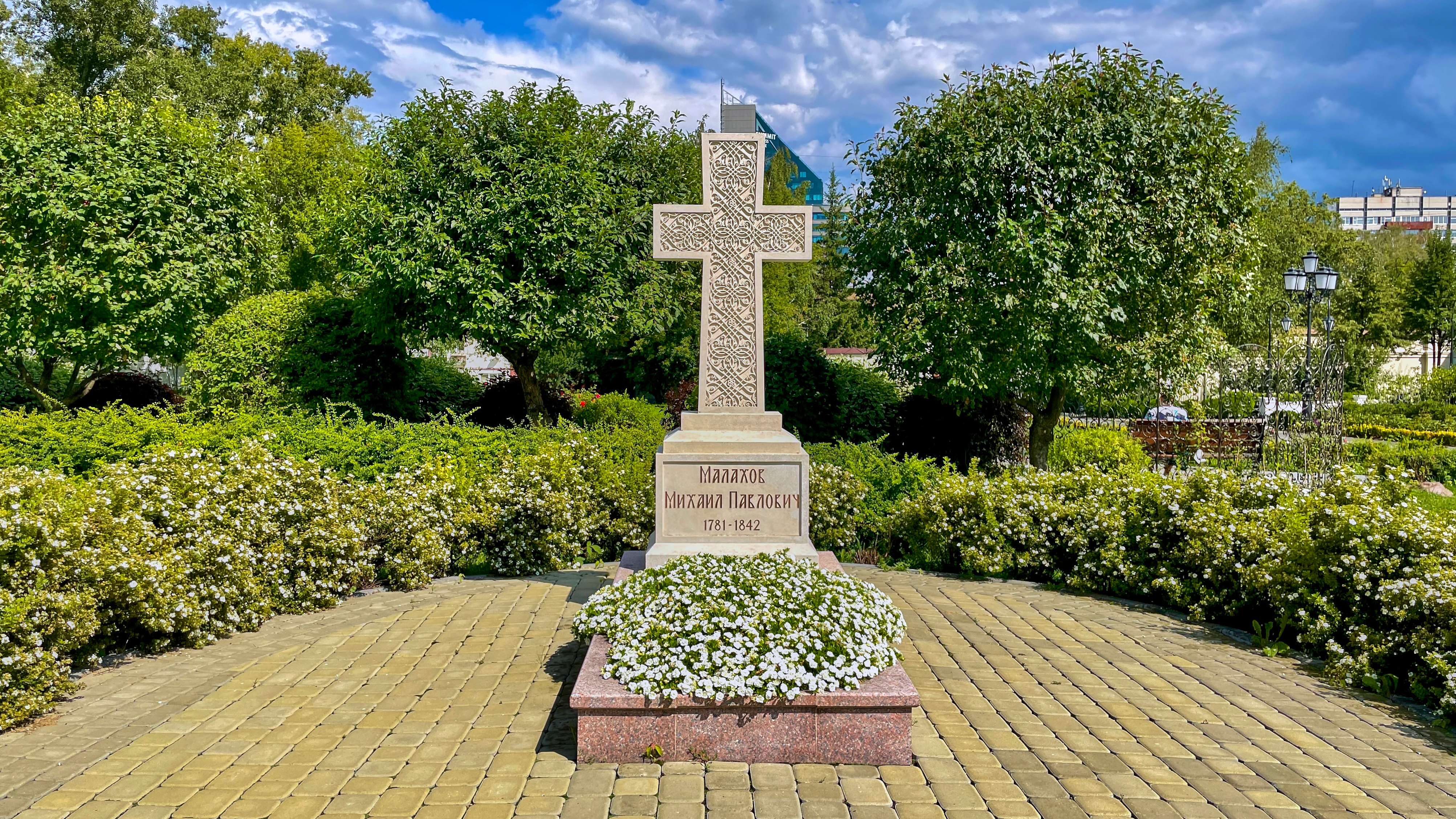
Могила на территории Александро-Невского собора в Екатеринбурге

Михаи́л Па́влович Мала́хов (1781, Масаны — 1842, Екатеринбург, Пермская губерния) — русский архитектор XIX века. Работал на Урале.

## Биография
Родился в селе Масаны Черниговской губернии (территория современной Украины) в дворянской семье. Учился сначала в духовной семинарии, потом в народном училище. После учёбы три года служил канцелярским чиновником в суде и на почтамте.
В 1800—1802 годах учился в Академии художеств в Петербурге, получил чин архитектора 14-го класса. Молодому двадцатилетнему провинциалу получить хорошее место удалось не сразу.
В 1802—1806 годах «находился при строении лекционных театров Медико-хирургической Академии и Казанского собора», в Министерстве внутренних дел. В марте 1805 года оренбургский военный губернатор Г. С. Волконский в частном письме просит министра внутренних дел графа В. П. Кочубея определить Малахова в Оренбург.
С февраля 1815 года был зачислен архитектором в штат Екатеринбургских горных заводов, фактически — приступил к перестройке усадьбы Харитоновых-Расторгуевых.
В 1828 году женился на дочери высокопоставленного чиновника Колобова — Вере, воспитал талантливых детей.
В 1832 году Малахов сменил И. И. Свиязева на должности главного архитектора Уральского горного правления.
В 1841 году он передал этот пост Э. Сарториусу.
Огромен вклад М. П. Малахова в осуществление генерального плана Екатеринбурга. Под его руководством в Екатеринбурге построены наиболее ценные памятники архитектуры в стиле классицизма:
- Аптека горного ведомства (1820—1821),
- Собор Александра Невского (1838—1852 года),
- Реконструированное здание главного горного правления (1833—1835) (пристроил третий этаж, ныне здание консерватории),
- Екатеринбургская гранильная фабрика и Дом Главного начальника горных заводов Хребта Уральского (нач. 1830-х),
- Дом купца Пшеничникова начало 30-х годов XIX века
- Контора Верх-Исетского завода (1820) на территории завода,
- Ансамбль госпиталя Верх-Исетского завода (1824—1826),
- Церковь Покрова Пресвятой Богородицы (Горный Щит) (1828—1829)

По его проекту в Екатеринбурге построен комплекс зданий Оровайских казарм. Участвовал в проектировании частных домов (например, особняка купца Зота Блохина на ул. Куйбышева, 63, он же «Малый Рязановский дом»).
Скончался в Екатеринбурге в 1842 году. Похоронен в церковном дворе близ Собора Александра Невского (место захоронения не сохранилось).

## Галерея

### Екатеринбург

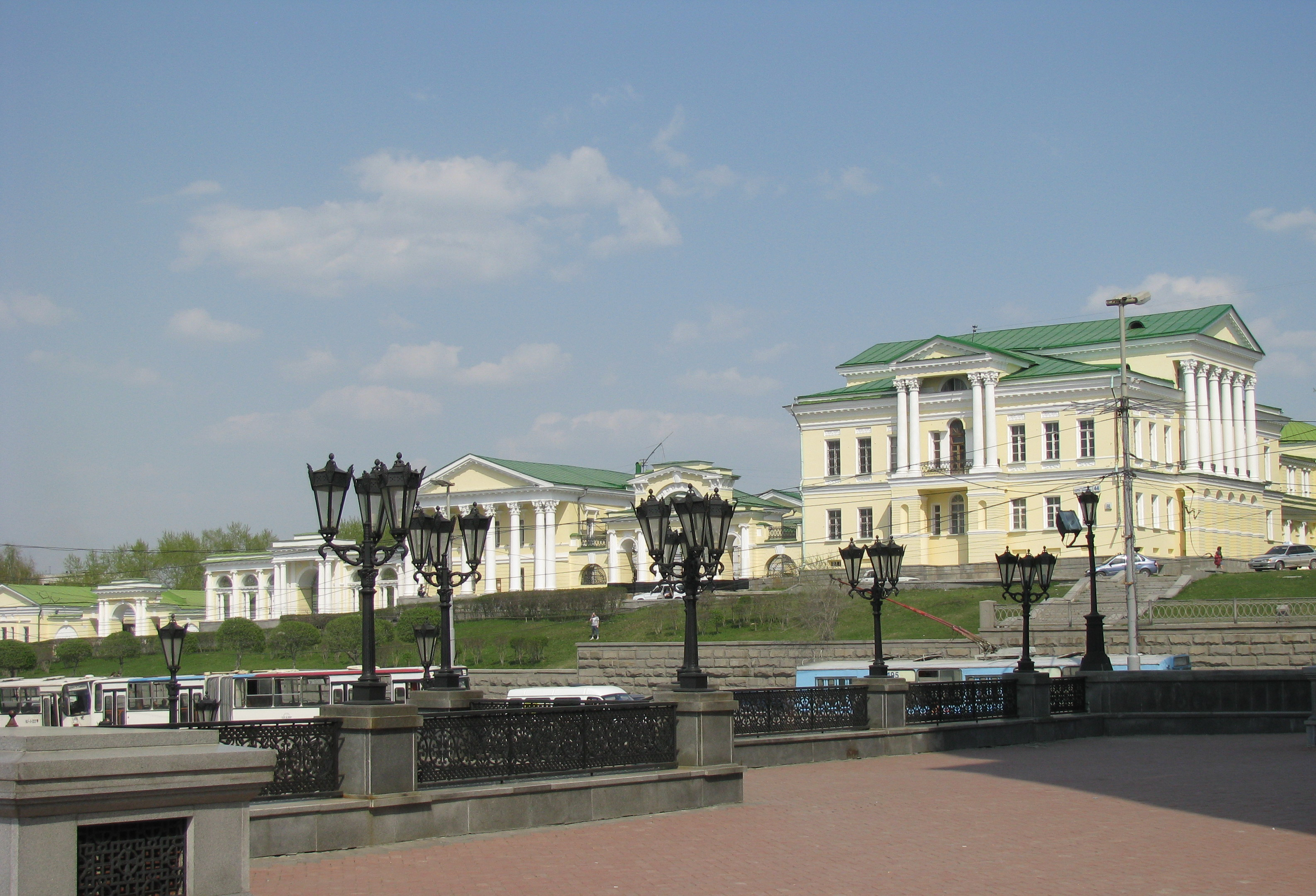
Усадьба Расторгуевых — Харитоновых
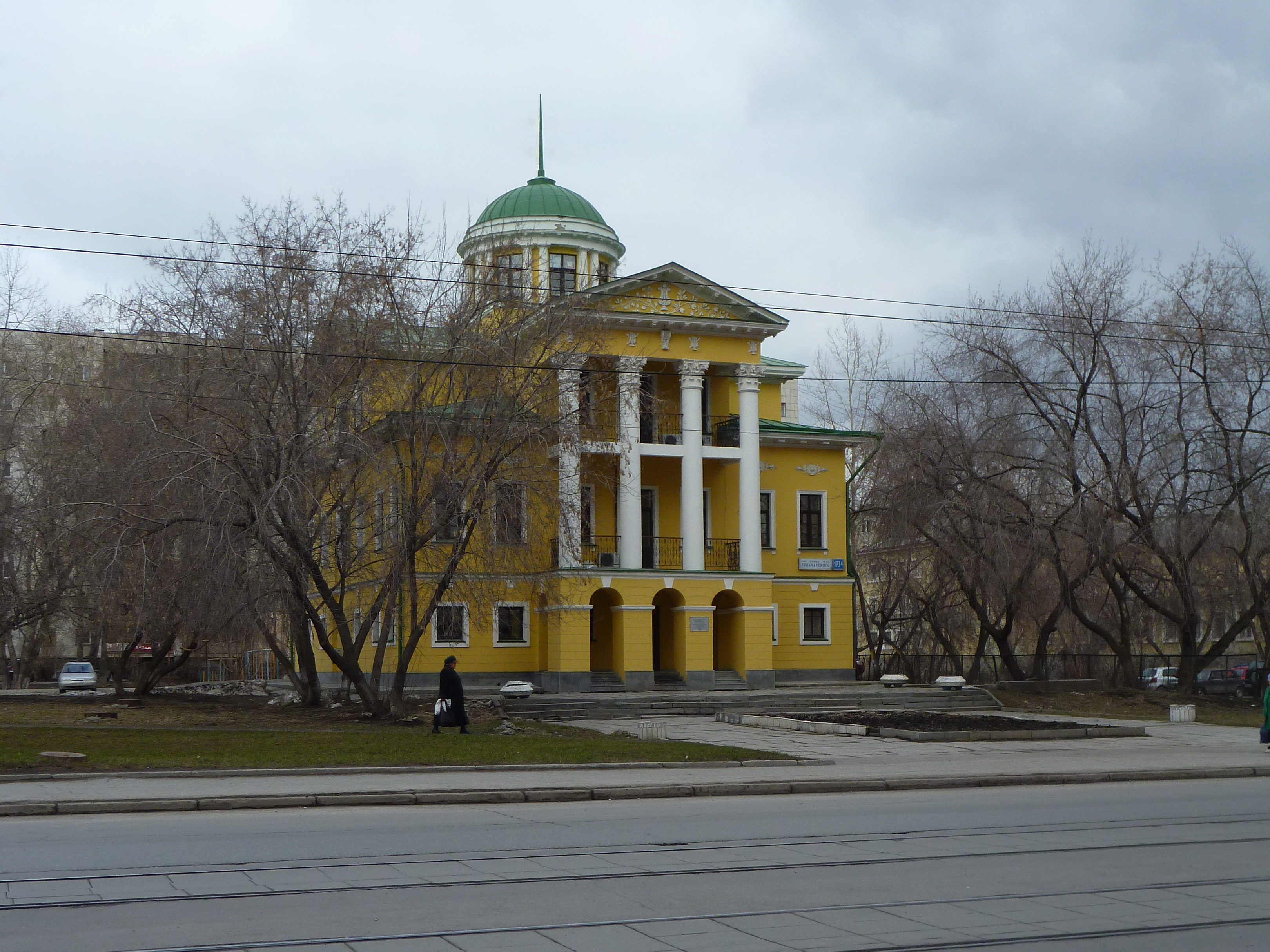
Загородная дача архитектора Малахова
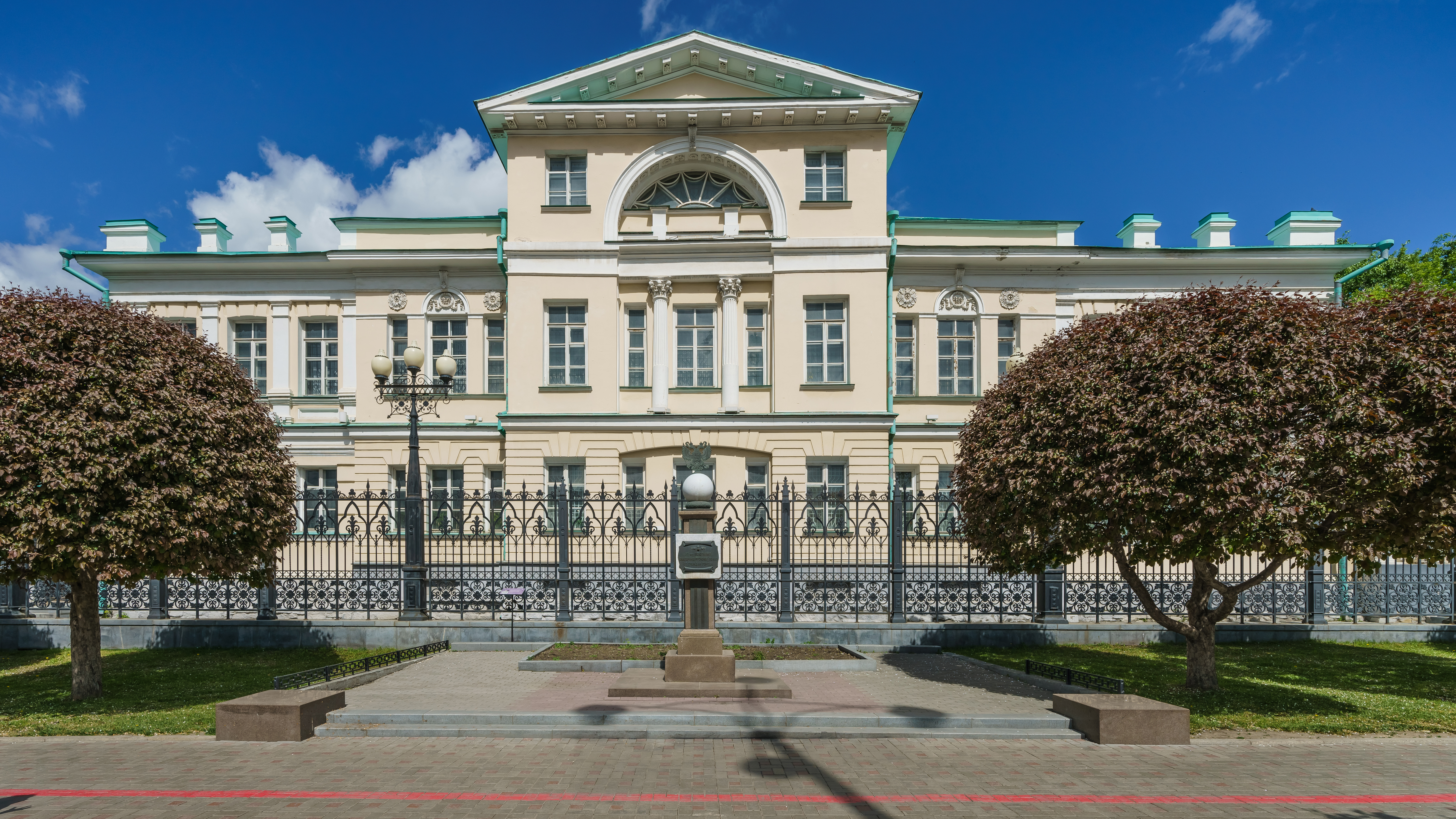
Аптека горного ведомства
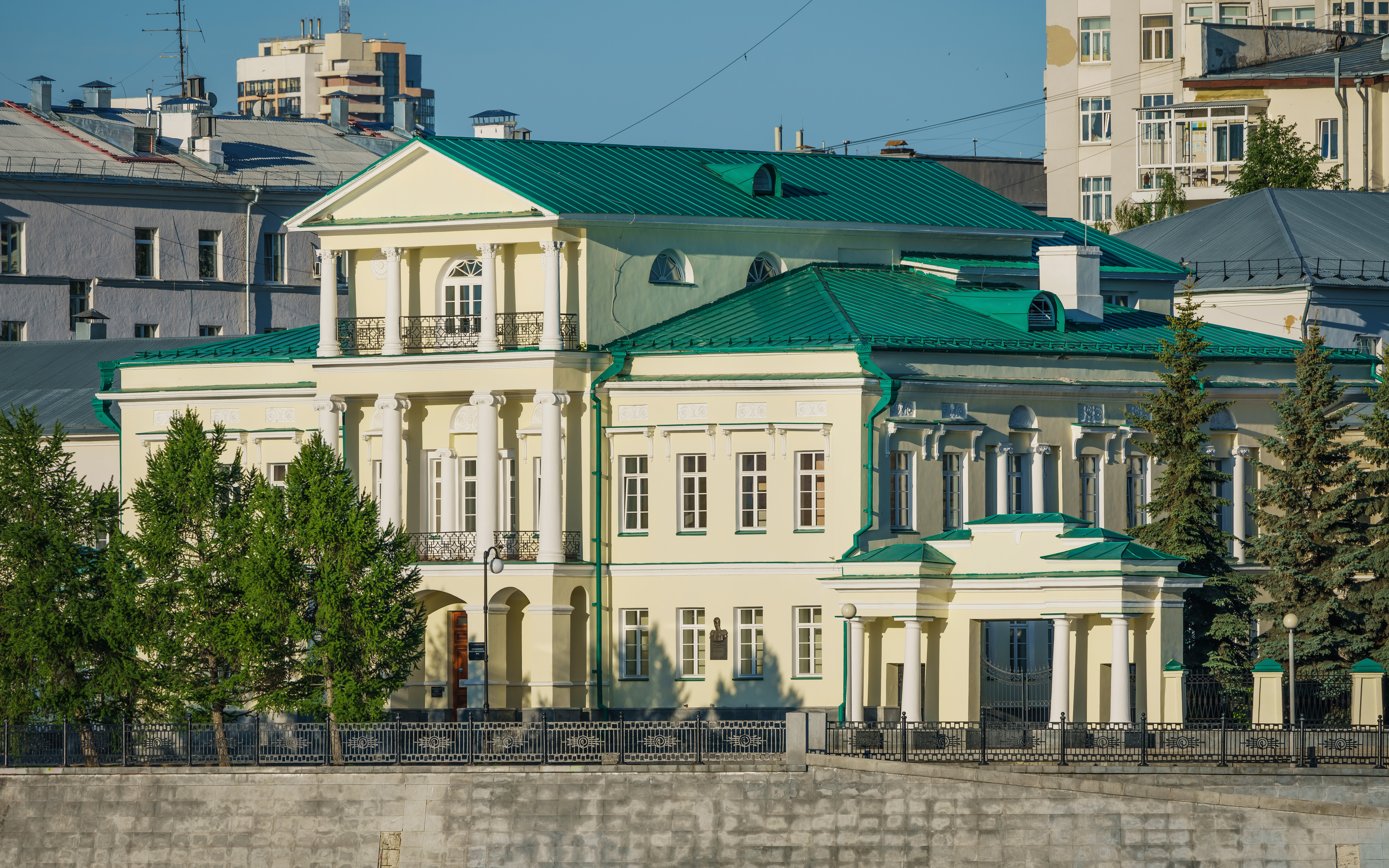
Дом Главного начальника горных заводов Хребта Уральского
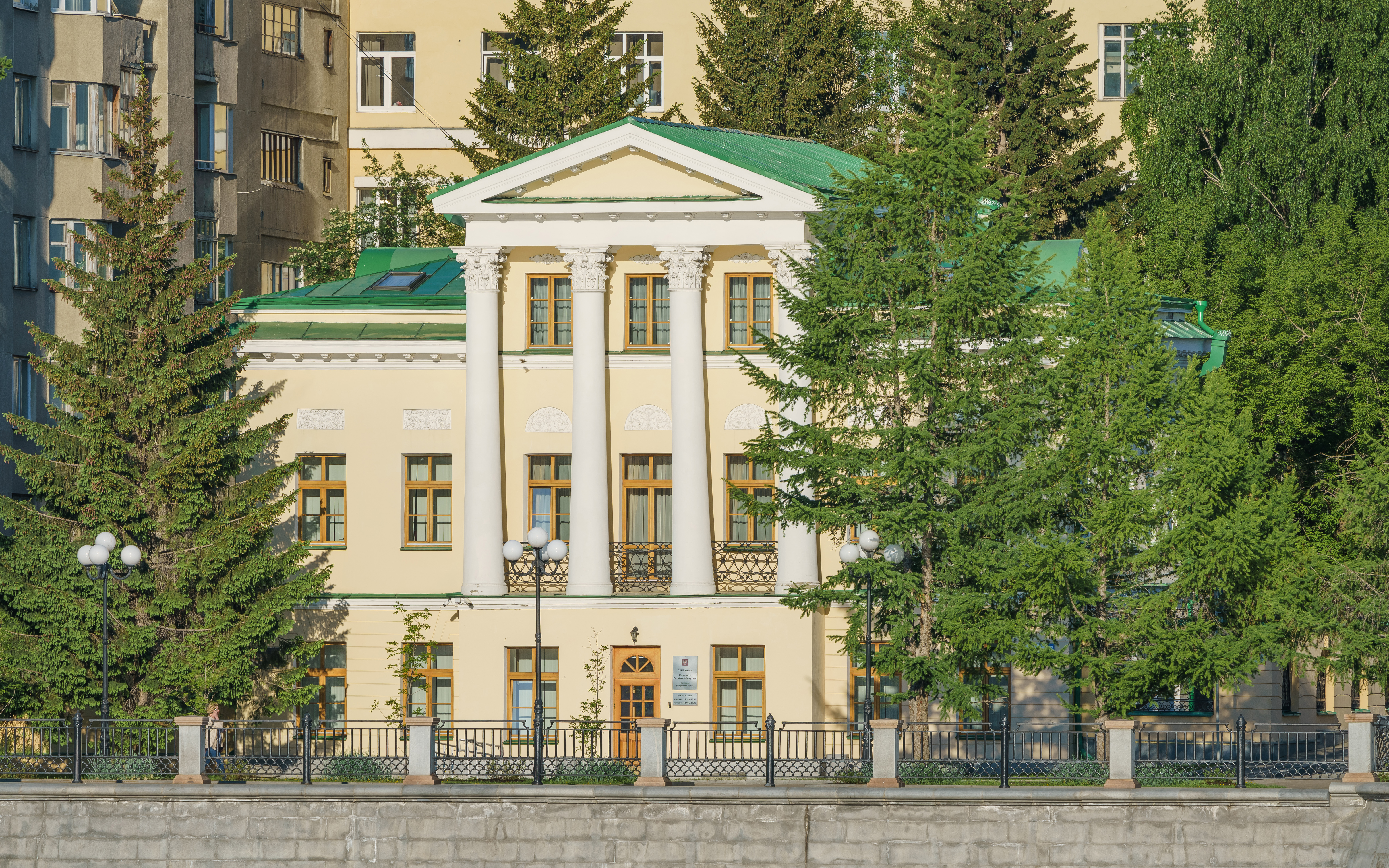
Дом купца Пшеничникова
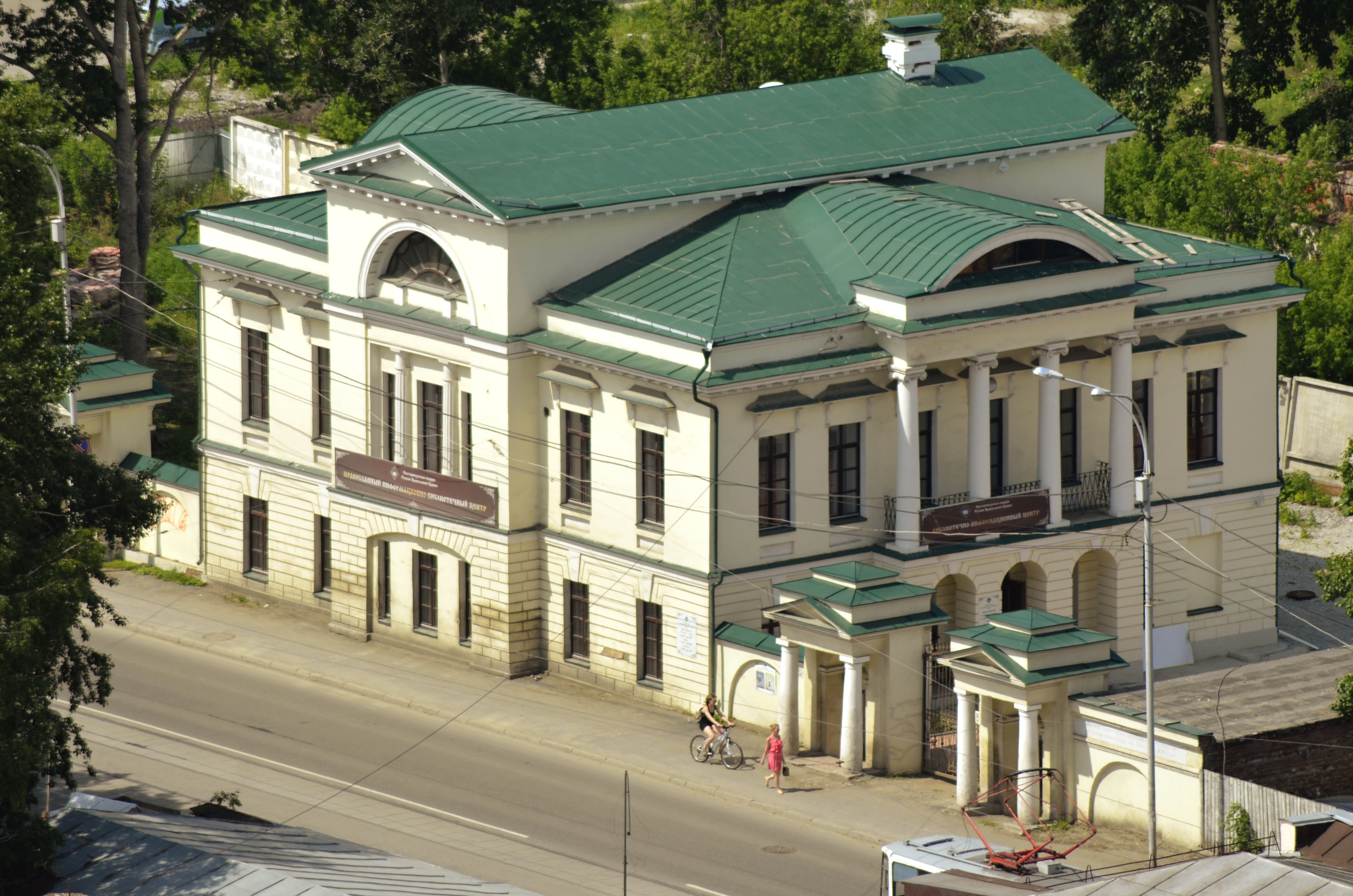
Малая усадьба Рязановых
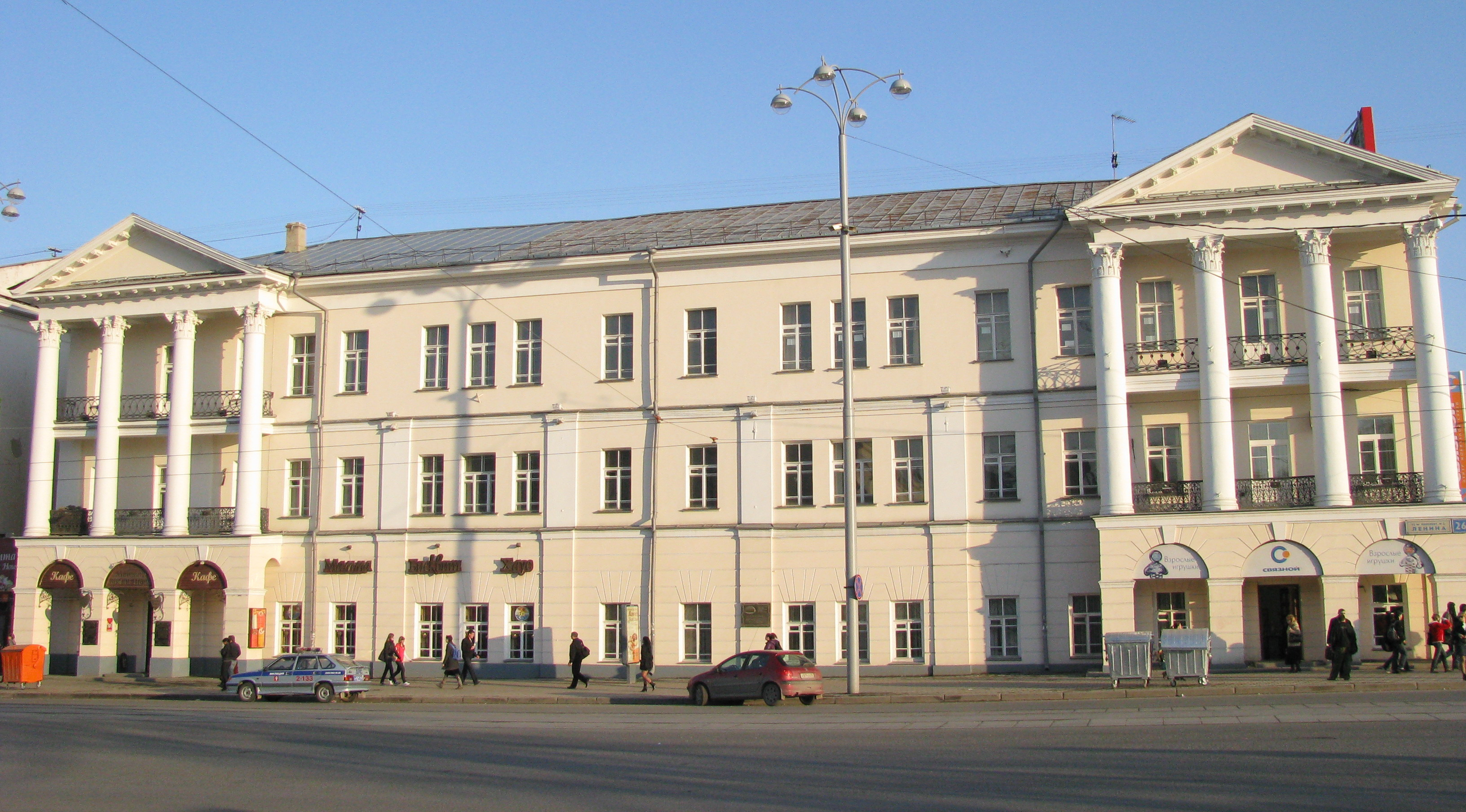
Уральская Государственная Консерватория
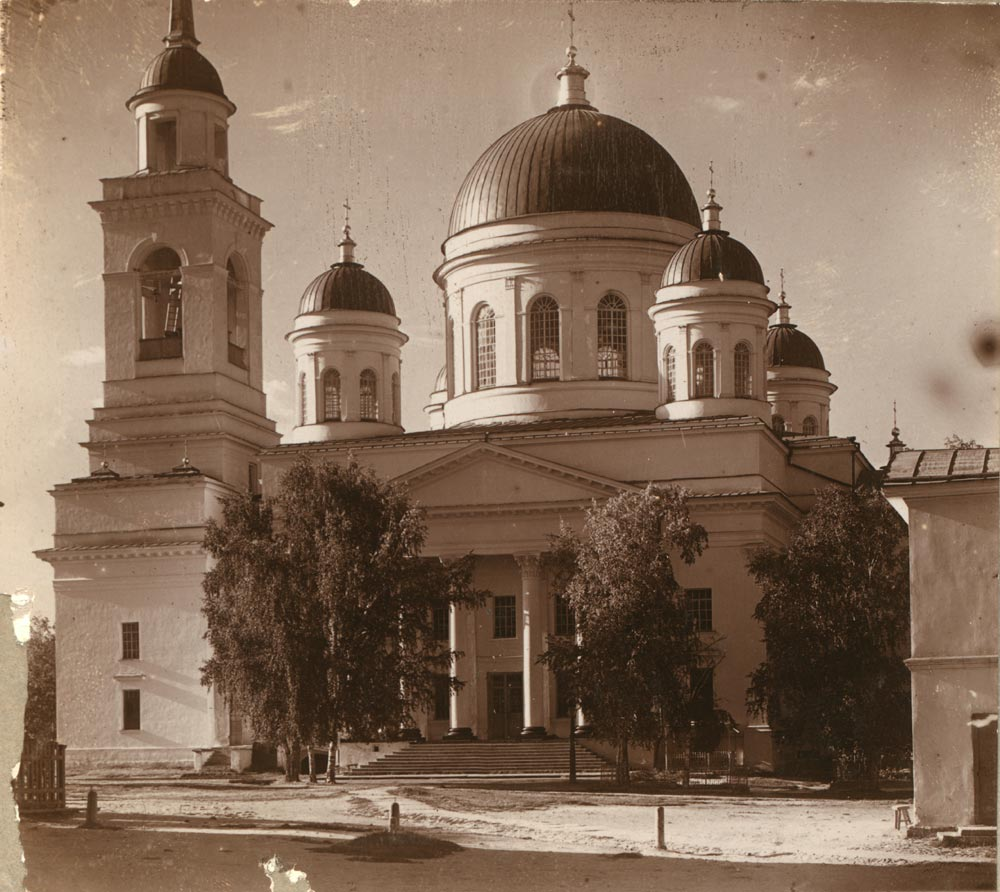
Собор Александра Невского

### Каменск-Уральский

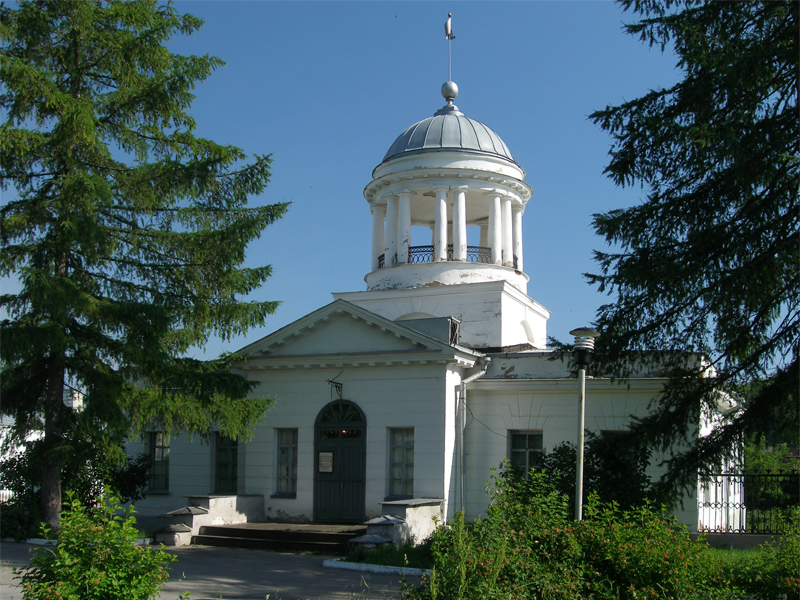
Контора казённого чугунолитейного завода
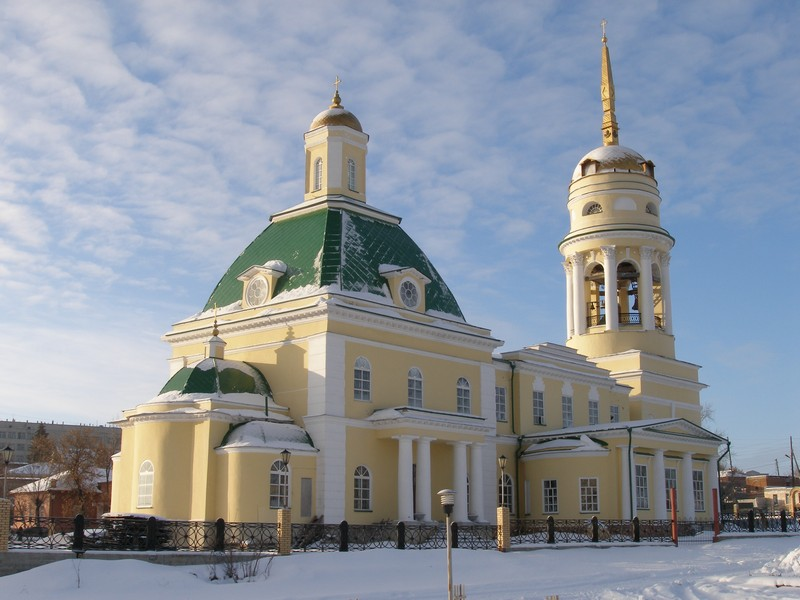
Собор Святой Троицы
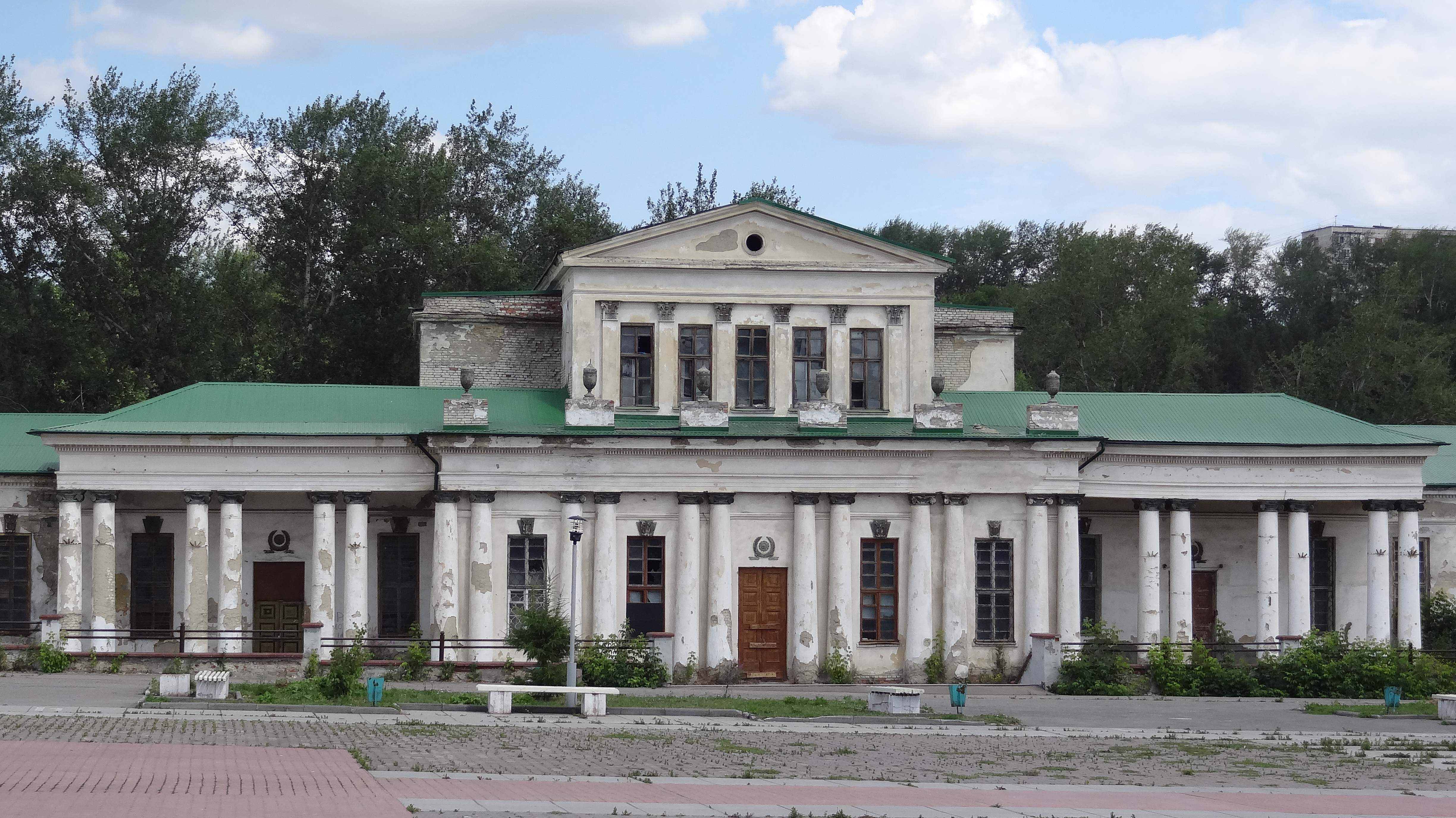
Провиантские склады чугунолитейного завода (верхний ярус и аттик надстроен в советское время)

### Каменский городской округ

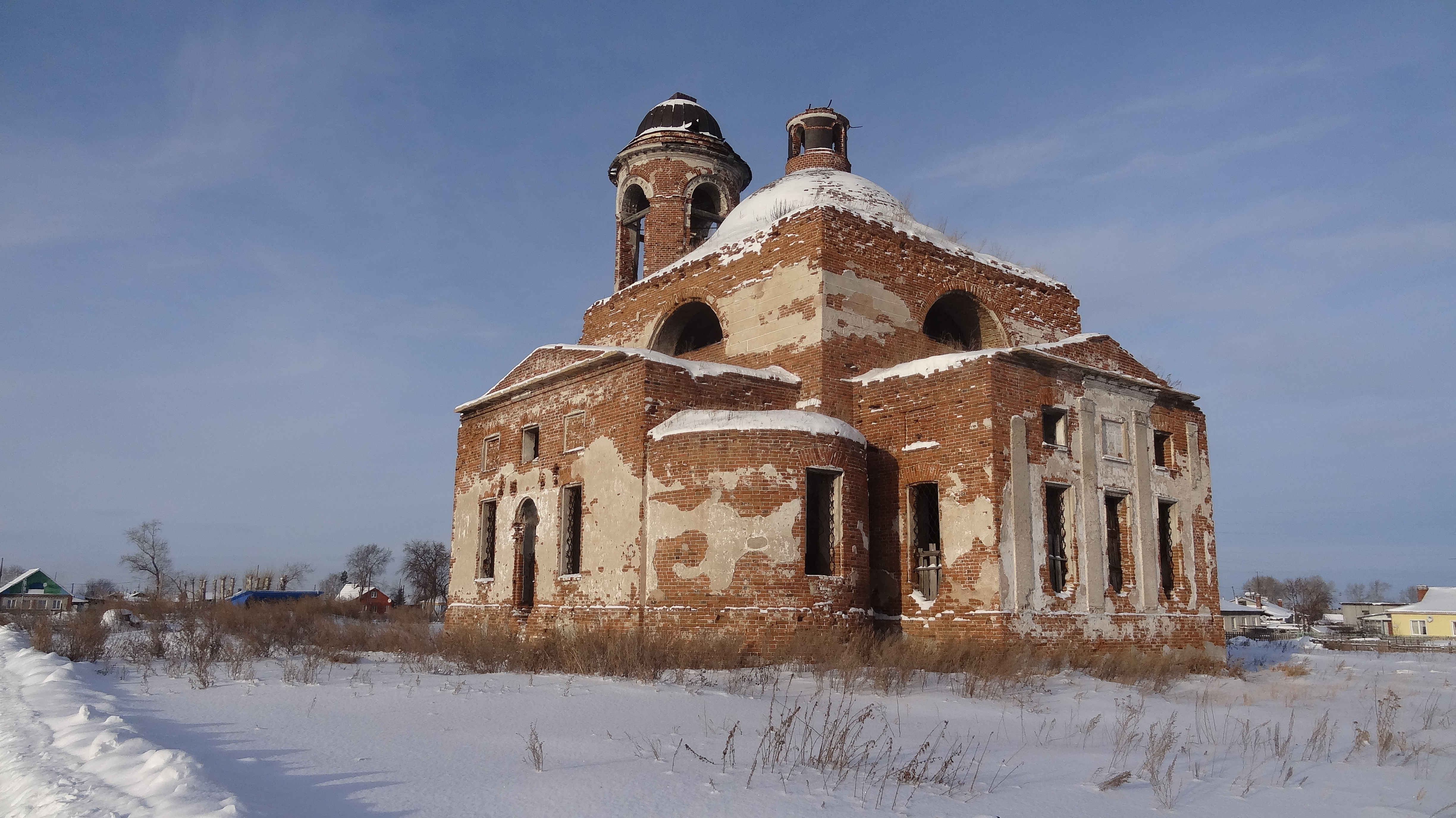
Введенская церковь в селе Травянском

### Челябинская область

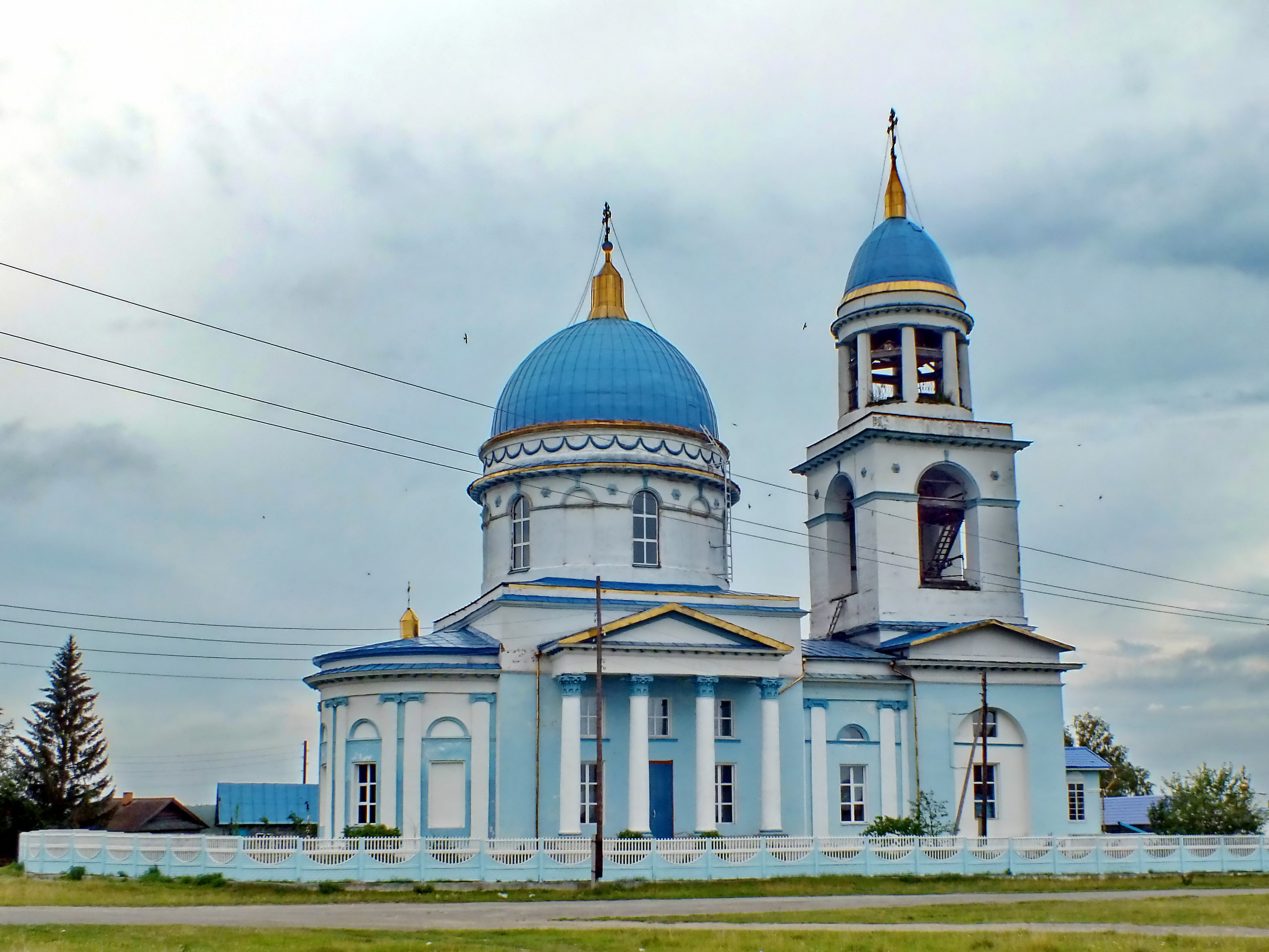
Церковь иконы Божией Матери "Знамение" (Знаменская церковь) в селе Воскресенском

## Память
В 2014 году екатеринбургский гражданский Сенат предложил присвоить М. Малахову звание «Почётный гражданин Екатеринбурга».